# 扎頓斯克
52°23′N 38°55′E / 52.383°N 38.917°E
扎頓斯克（羅馬化：Zadonsk）是俄羅斯利佩茨克州的一個城市，位於利佩茨克西南92公里的頓河左岸。2002年時人口為10,473人。
該市於1615年建立，1779年9月25日設市。